# Marinesiedlung (Flensburg-Mürwik)
Die Marinesiedlung in Flensburg-Mürwik an den Straßen Kelmstraße/Fördestraße entstand in den 1920er Jahren auf dem dort befindlichen Stützpunkt Flensburg-Mürwik. Sie gehört zu den Kulturdenkmalen der Stadt.

## Hintergrund
Mit dem Bau der Marineschule Mürwik entfaltete sich ein starker Impuls zum Wachstum der Stadt. Die Stadt wuchs. Schon um 1908 ließ ein privater Bauherr in der Flensburger Clädenstraße, nahe dem Hafermarkt, hochwertige Mehrfamilienhäuser durch den Architekten Karl Bernt errichten. Dort hoffte der private Bauherr den zu erwartenden Bedarf höherer Marinechargen bedienen zu können. Da die Marineschule aber später als der Bauherr der Clädenstraßen-Häuser sich erhoffte fertig wurde, blieben die Marineoffiziere als Kundschaft aus und er ging vorher pleite. Die Stadt ersteigerte 1911 die 3,5 Kilometer von der Marineschule entfernt gelegenen Gebäude. 1919 entstand unweit der Marineschule Mürwik die Siedlung Friedheim, in der Marineangehörige Wohnraum finden konnten.
In den 1920er Jahren wurde letztendlich von der Gemeinnützigen Gesellschaft mbH zur Schaffung von Wohngelegenheiten für Reichsangehörige in Berlin gezielt Wohnraum für Marineangehörige in Mürwik geschaffen. 1923 bis 1927 wurde die Marinesiedlung an den Straßen Kelmstraße und Fördestraße, am Rande der Marineschule, errichtet. Sie besteht aus den Rotbackstein-Wohnhäusern Kelmstraße 4, Kelmstraße 6, Kelmstraße 8, dem optisch hervorstechenden Eckgebäude Fördestraße 1 sowie dem Wohnhaus Fördestraße 3. Die drei Wohnhäuser Kelmstraße 4–8 entstanden in den Jahren 1923/24 unter der Bauleitung des technischen Regierungsinspektors Klix. Die zweigeschossigen Backsteinbauten mit auskragendem Walmdach wurden jeweils für vier Familien gebaut. Das in seiner Formsprache herausstechende Wohnhaus Fördestraße 1 wurde 1926/27 unter der Bauleitung von Karl Frehse errichtet. In den Jahren 1926/27 entstand zeitgleich unter der Bauleitung von Karl Frehse das Wohnhaus Fördestraße 3. Das ebenfalls zweigeschossige Wohnhaus mit auskragendem Walmdach, wurde mit vier Offizierswohnungen ausgestattet. In dem Mehrfamilienhaus Fördestraße 3 wohnte nach dem Zweiten Weltkrieg, in seiner Schulzeit, Jürgen Pooch, der später ein niederdeutscher Schauspieler wurde. Zeitgleich, in den Jahren 1925 bis 1928, wurde auch der Parkhof (Architekt: Karl Bernt) errichtet, in dem ebenfalls Marineangehörige unterkamen. Zeitgleich entstand im Übrigen das Marineviertel in Kiel (1926–1933), das einige bauliche Ähnlichkeiten aufweist. 1937 wurde des Weiteren auch im Flensburger Gebiet Falkenberg, auf der Westseite der Stadt (im Stadtteil Westliche Höhe), Häuser für Marineoffiziere errichtet. 1939 errichtete Karl Frehse zudem die Glücksburger Marinesiedlung. Nach dem Zweiten Weltkrieg, ungefähr in den 1950er Jahren, entstanden außerdem weitere Rotbacksteingebäude für Wohnzwecke am benachbarten Kelmhof. Auch in weiteren Wohnquartieren in Mürwik zogen nach der Gründung der Bundeswehr in den 1950er Jahren Marineangehörige ein, beispielsweise im benachbarten „Heinz-Krey-Viertel“.